# Fauroux
Fauroux é uma comuna francesa na região administrativa de Occitânia, no departamento de Tarn-et-Garonne. Estende-se por uma área de 13,12 km². Em 2010 a comuna tinha 214 habitantes (densidade: 16,3 hab./km²).